# 2007년 동계 아시안 게임
2007년 동계 아시안 게임은 2007년 1월 28일부터 2월 4일까지 중국 지린성 창춘에서 열린 동계 아시안 게임이다.

## 참가국
| - 아프가니스탄 - 중국 (개최국) - 중화 타이베이 - 홍콩 - 인도 - 이란 - 일본 - 요르단 - 카자흐스탄 | - 쿠웨이트 - 키르기스스탄 - 레바논 - 마카오 - 말레이시아 - 몽골 - 네팔 - 조선민주주의인민공화국 - 파키스탄 | - 팔레스타인 - 필리핀 - 대한민국 - 타지키스탄 - 태국 - 아랍에미리트 - 우즈베키스탄 |

다음 국가들은 선수단이 참가하지 않았고, 임원만 파견하였다.
| - 바레인 - 방글라데시 - 부탄 - 브루나이 - 캄보디아 - 인도네시아 - 이라크 | - 라오스 - 몰디브 - 미얀마 - 오만 - 카타르 - 사우디아라비아 - 싱가포르 | - 스리랑카 - 시리아 - 동티모르 - 투르크메니스탄 - 베트남 - 예멘 |

## 종목
| - 알파인 스키 - 바이애슬론 - 크로스컨트리 스키 - 컬링 - 피겨 스케이팅 | - 프리스타일 스키 - 아이스하키 - 쇼트트랙 - 스노우보드 - 스피드 스케이팅 |

## 메달 집계
| 순위 | 국가         | 금메달 | 은메달 | 동메달 | 합계 |
| ---- | ------------ | ------ | ------ | ------ | ---- |
| 1    | 중국         | 19     | 19     | 23     | 61   |
| 2    | 일본         | 13     | 9      | 14     | 36   |
| 3    | 대한민국     | 9      | 13     | 11     | 33   |
| 4    | 카자흐스탄   | 6      | 6      | 6      | 18   |
| 5    | 몽골         | 0      | 0      | 1      | 1    |
| 5    | 우즈베키스탄 | 0      | 0      | 1      | 1    |
| 합계 | 합계         | 47     | 47     | 56     | 150  |

## 대회 이모저모
- 대한민국, 중국, 일본의 3개국이 획득한 금메달 수는 모두 41개로 전체 금메달 수 47개의 87.2%에 달하였다. 4위 카자흐스탄이 나머지 6개 금메달을 가져갔다.
- 대회 출전 26개국 중 이 대한민국, 중국, 일본, 카자흐스탄의 4개국을 제외한 나머지 22개국은 은메달 한 개도 획득하지 못했다.
- 동메달 각각 1개로 공동 5위에 오른 몽골과 우즈베키스탄도 중국이 프리스타일 스키와 피겨 스케이팅 페어 부문에서 1, 2, 3위를 모두 하는 바람에 '동일 국가 메달 독식 금지 규정'에 따라 4위임에도 동메달을 건진 경우이다.
- 대한민국과 조선민주주의인민공화국은 지난 대회와 마찬가지로 개회식에서 한반도기를 앞세우고 공동 입장을 하였다.
- 스키 점프 종목이 제외되었다.

| 아시안 게임   |                              |                       |
| 이전          | 2007년 아시안 게임 창춘 2007 | 다음                  |
| 아오모리 2003 | 2007년 아시안 게임 창춘 2007 | 아스타나, 알마티 2011 |
|               |                              |                       |
|               |                              |                       |